# Lotan (Batugade)
Lotan ist eine osttimoresische Aldeia im Suco Batugade (Verwaltungsamt Balibo, Gemeinde Bobonaro). 2015 lebten in der Aldeia 1873 Menschen.

## Geographie
Lotan nimmt den gesamten Osten des Sucos Batugade ein. Westlich befindet sich die Aldeia Batugade. Im Norden grenzt Lotan an den Suco Sanirin, im Osten an den Suco Balibo Vila und im Süden an den Suco Cowa. Nahe der Grenze zu Balibo und Cowa entspringt der Fluss Morak (Mota Morak). Der Kolosuma beginnt im Süden des Sucos Sanirin und bildet bald darauf die Grenze zwischen Lotan und Sanirin. Zwischen den beiden Flüssen liegt der Ort Kolosuma. Bei der Siedlung Motamorak verbinden sich die Flüsse zum Leometik. Durch den Norden von Lotan und durch beide Orte führt die Überlandstraße, die Batugade im Westen mit Balibo und Maliana im Osten verbindet. Von Motamorak aus führt eine kleinere Straße nach Süden, entlang des Morak zu den Siedlungen Biae, Lotan, Maudekut und Lotan Mota Sorin. Die einzige Siedlung abseits dieser beiden Straßen befindet sich im äußersten Südosten der Aldeia. Zu ihr führen keine Verkehrswege.
Im Osten liegen die die Berge Foho Aibesi (455 m), Foho Lotan (419 m) und Taruik Fatuperkasa (296 m), im Süden die Berge Taruik Ratrameak (147 m) und Taruik Fatubesi (211 m), im Südwesten und Taruik Manehat (495 m) und im Nordwesten die Berge Taruik Webau (203 m), Taruik Aimaten (157 m) und Taruik Babau (237 m).

## Politik
2023 wurde Ijak das Dores zum Chefe de Aldeia gewählt.